# Saison 1 de The Crown
Chronologie
Saison 2
Cet article présente la première saison de la série télévisée américaine The Crown, diffusée depuis le 4 novembre 2016 sur Netflix.

## Synopsis de la saison
La première saison présente le mariage de la princesse Élisabeth et de Philip Mountbatten, son accession au trône, ses premières années en tant que reine et ses relations avec le protocole et le monde politique.

## Distribution

### Acteurs principaux
- Claire Foy (VF : Adeline Moreau) : Élisabeth II
- Matt Smith (VF : Anatole de Bodinat) : Philip Mountbatten
- Vanessa Kirby (VF : Marie Tirmont) : Margaret du Royaume-Uni
- Eileen Atkins (VF : Cathy Cerda) : Mary de Teck (épisodes 1 à 5)
- Victoria Hamilton (VF : Laurence Bréheret) : Elizabeth Bowes-Lyon
- Jeremy Northam (VF : Serge Faliu) : Anthony Eden
- Ben Miles (VF : Xavier Béja) : Peter Townsend
- Greg Wise (VF : Bernard Bollet) : Louis Mountbatten
- Alex Jennings (VF : Philippe Valmont) : Édouard VIII
- Lia Williams (VF : Clara Borras) : Wallis Simpson
- Jared Harris (VF : Philippe Vincent) : George VI
- John Lithgow (VF : Jean-Pierre Leroux) : Winston Churchill (épisodes 1 à 9)

### Acteurs récurrents
- Pip Torrens (VF : Jean-François Aupied) : Alan Lascelles dit « Tommy »
- Will Keen (VF : Pierre Tessier) : Michael Adeane
- Harry Hadden-Paton (VF : Eric Marchal) : Martin Charteris
- Clive Francis (VF : Michel Prud'homme) : Lord Salisbury
- Daniel Ings : Mike Parker
- Billy Jenkins : prince Charles (enfant)
- Patrick Ryecart (VF : Jean-Pol Brissart) : le duc de Norfolk
- Stephen Dillane (VF : Fabien Briche) : Graham Sutherland
- Andy Sanderson : Henry de Gloucester
- Michael Culkin : Rab Butler
- Nicholas Rowe (VF : Luc Boulad) : Jock Colville
- Rita McDonald Damper : Marina de Grèce
- Amir Boutrous : Gamal Abdel Nasser
- Harriet Walter (VF : Marie-Martine) : Clementine Churchill
- Rosalind Knight : Alice de Battenberg

Version française :
- Société de doublage : BTI Studios
- Direction artistique : Franck Louis
- Adaptation des dialogues : Alain Berguig, Stéphane Levine

 Source et légende : version française (VF) sur RS Doublage et Doublage Séries Database

## Production

### Développement
Peter Morgan, scénariste du film The Queen sorti en 2006 et de la pièce de théâtre The Audience sortie en 2013 annonce une série basée sur la vie de la reine Élisabeth II, celle-ci devant couvrir un règne de plus de soixante ans, un renouvellement des acteurs est prévu dès la troisième saison. La série est commandée par Netflix pour deux saisons. Les dix premiers épisodes de la série ont coûté 100 millions de livres aux studios Left Bank Pictures, faisant ainsi de The Crown la série la plus chère diffusée sur Netflix.

### Tournage
La saison a essentiellement été tournée au Royaume-Uni. Plusieurs scènes, notamment celles se déroulant au Kenya et en Australie, ont été tournées en Afrique du Sud.

## Liste des épisodes
1. Wolferton Splash (Wolferton Splash)
2. Hyde Park Corner (Hyde Park Corner)
3. Windsor (Windsor)
4. Catastrophe naturelle (Act of God)
5. Poudre aux yeux (Smoke and Mirrors)
6. Bombe à retardement (Gelignite)
7. Le savoir, c'est le pouvoir (Scientia potentia est)
8. Joie et Fierté (Pride and Joy)
9. Assassins (Assassins)
10. Gloriana (Gloriana)

### Épisode 2:Hyde Park Corner (Hyde Park Corner)
Élisabeth et Philip prennent plaisir à leur voyage en Afrique hormis quelques gaffes du duc avec les peuples autochtones.
Margaret et Peter Townsend, un estimé et loyal écuyer du roi, entament une relation amoureuse, mais Townsend est marié.

### Épisode 3:Windsor (Windsor)
Les funérailles de George VI se préparent et la présence du duc de Windsor, ex-roi Édouard VIII, et la place à lui accorder lors de la cérémonie ravivent les rancœurs familiales. 
Philip, influencé par son oncle dont il a hérité le patronyme, insiste auprès de son épouse pour que ses enfants conservent son patronyme de Mountbatten et que Clarence House, plus intime, soit la demeure familiale ; Élisabeth demande le soutien de Churchill en échange du sien pour qu'il reste encore un peu au pouvoir. Elle ignore alors que lord Mountbatten fait déjà passer la nouvelle comme officielle et s'en enorgueillit. La reine-mère et la reine douairière Mary freinent son ambition et les manœuvres perfides du duc de Windsor mènent au refus des vœux de Philip. Celui-ci est profondément humilié et en fait le reproche à Élisabeth.

### Épisode 5:Poudre aux yeux (Smoke and Mirrors)
Élisabeth demande à son époux de superviser les préparatifs du couronnement ; Philip pressent que c'est une façon de lui donner un rôle officiel en échange de sa soumission, et qu'il va se heurter aux conservateurs, soutenus par la reine-mère. Tous sont néanmoins d'accord pour refuser la présence du duc de Windsor.

### Épisode 8:Joie et Fierté (Pride and Joy)
Le couple royal part en voyage officiel autour du monde ; tandis que Philip désabusé constate la diminution de l'empire britannique et qu'Élisabeth découvre que sa garde-robe est destinée à promouvoir le savoir-faire anglais, la Reine-mère en proie à la mélancolie demande à être suppléée par Margaret et exhorte Élisabeth à accorder une place plus importante à sa sœur au sein de la Couronne.

### Épisode 9:Assassins (Assassins)
Élisabeth feint d’ignorer que Philip découche de plus en plus souvent et se rapproche de son vieil ami Porchey, responsable des écuries royales et autrefois épris d'elle. Philip prend ombrage de ce rapprochement qui n'échappe pas non plus à Margaret qui tacle sa sœur et laisse entendre que Philip la trompe. 
Élisabeth assure à son mari qu'elle n'a rien à se reprocher mais avoue qu'un mariage avec Porchey fut envisagé autrefois et aurait peut-être été plus réussi que le leur. Cependant elle assure Philip qu'elle n'a jamais aimé que lui et lui demande si c'est réciproque ; Philip garde le silence. 

### Épisode 10:Gloriana (Gloriana)
Face aux tensions au sein du couple royal, les proches de la Reine-mère suggèrent d'envoyer le duc d’Édimbourg en Australie inaugurer les Jeux olympiques ; Philip n'est pas dupe du stratagème et Élisabeth admet qu'elle espère que cette séparation leur fera du bien.
Désormais âgée de 25 ans, Margaret est toujours déterminée à épouser Peter Townsend. Mais Élisabeth est informée que dans l'espoir que l'éloignement de Townsend mettrait fin à l'idylle princière, on l'a laissée volontairement dans l'ignorance d'un obstacle législatif supplémentaire et que des parlementaires très conservateurs s'opposeront au mariage de Margaret et Peter. Le Premier ministre rapporte l'opposition du gouvernement et que la seule solution pour que la Reine tienne sa promesse serait le renoncement de Margaret à ses prérogatives princières, une union civile à l'étranger et un éloignement de la famille royale. Margaret saisit parfaitement que ses adversaires espèrent que la perspective d'une vie de paria la fera renoncer à son mariage et en fait le reproche à Élisabeth. Le soutien inconditionnel de la presse au jeune couple renforce la volonté d'Élisabeth d'aider sa sœur ; la reine fait remarquer ironiquement au Premier ministre que lui-même est divorcé… Les autorités ecclésiastiques font pression sur la reine et même Philip finit par se ranger du côté de Margaret. Élisabeth se positionne en chef de l’Église et annonce à sa sœur qu'elle ne peut la laisser épouser un divorcé, au risque de se mettre à dos tous ceux qui croient en la famille et la religion. Margaret est effondrée, Peter étant la seule satisfaction de son existence.
Townsend, fidèle à son caractère, annonce à la presse qu'il renonce à ce mariage par respect des valeurs de la famille royale et de Margaret. 